# Jimmy Uso
Jonathan Solofa Fatu Jr. (* 22. August 1985 in  San Francisco, Kalifornia), auch bekannt unter seinem Ringnamen Jimmy Uso, ist ein US-amerikanischer Wrestler, der zurzeit bei der World Wrestling Entertainment (WWE) unter Vertrag steht und regelmäßig bei SmackDown auftritt. Er ist der Sohn von  Rikishi und somit Mitglied der großen Wrestlingfamilie Anoaʻi.
Gemeinsam mit seinem Zwillingsbruder Jey Uso hält Fatu den Rekord für die längste World-Tag-Team-Championship-Regentschaft in der WWE-Geschichte, mit 622 Tagen und ist insgesamt ein achtmaliger World-Tag-Team-Champion. Zudem sind The Usos die ersten Undisputed WWE Tag Team Champions, da sie sowohl die Raw- als auch die SmackDown Tag Team Championship gleichzeitig hielten.

## Wrestling-Karriere

### World Wrestling Entertainment (seit 2009)

#### Florida Championship Wrestling (2009–2010)
Fatu und sein Zwillingsbruder Jey Uso traten zuerst bei Florida Championship Wrestling, der damaligen Aufbauliga von World Wrestling Entertainment (WWE), auf. Ihr Ringname Uso bedeutet auf Samoanisch Bruder. Jimmy Uso feierte als erster der Brüder sein Debüt in der WWE. Er trat an der Seite von Donny Marlow bei der FCW Ausgabe vom 20. September 2009 gegen Jamie Noble und Wes Briscoe an in einem Dark-Match an, welches sie verloren. Ihr Fernseh-Debüt feierten die Usos bei der FCW-Ausgabe vom 31. Januar 2010, als sie Bo Rotundo und Duke Rotundo besiegten; Joshua trat damals noch unter dem Ringnamen Jules Uso auf. In den folgenden Wochen wurden sie von Sarona Snuka als Valet begleitet. Am 13. März 2010 besiegten die Usos die The Fortunate Sons (Brett DiBiase und Joe Henning) und holten sich somit die FCW Florida Tag Team Championship. Die Titel verloren sie am 3. Juni 2010 an die Los Aviadores (Dos Equis und Hunico).
Seit Juni 2021 bildete Jimmy Uso mit seinem Bruder Jey Uso, seinem Cousin Roman Reigns und Paul Heyman das Stable The Bloodline. Im September 2022 wurde auch Jimmys jüngerer Bruder, Solo Sikoa, Mitglied.
Am 18. Juli 2021 gewann Jimmy mit seinem Bruder Jey Uso die WWE SmackDown Tag Team Championship. Ein Jahr darauf, bei einer Raw-Ausgabe vom 20. Mai 2022, gewannen sie auch die WWE RAW Tag Team Championship und wurden damit WWE Undisputed Tag Team Champions. Im November lösten sie mit einer Titelregentschaft von 484 Tagen hintereinander als Tag Team Champions die vorherigen Rekordhalter The New Day ab. Sie verloren die Titel nach 622 Tagen bei Wrestlemania 39 gegen Kevin Owens und Sami Zayn.

## Privatleben
Fatu ist Mitglied der großen samoanischen Familie Anoaʻi, welche die größte blutsverwandte Dynastie im Wrestlinggeschäft darstellt. Sein Vater Hall of Famers Solofa Fatu Jr. ist als Rikishi als Wrestler aktiv, ebenso wie sein Zwillingsbruder Joshua Fatu als Jey Uso.
Fatu heiratete am 16. Januar 2014 die Wrestlerin und langjährige Freundin Trinity McCray (Naomi). Sie ist auch die Stiefmutter von Fatus beiden Kindern Jayla und Jaidan.

## Wrestling-Erfolge
- CBS Sports
  - Tag Team of the Year (2018) – mit Jey Uso

- ESPN
  - Best storyline of the year (2022) – als Mitglied von The Bloodline
  - Tag team of the year (2022) – mit Jey Uso

- New York Post
  - Storyline of the Year (2022) – als Mitglied von The Bloodline

- Rolling Stone
  - Tag Team of the Year (2017) – mit Jey Uso

- World Wrestling Entertainment
  - WWE Raw Tag Team Championship (3×) – mit Jey Uso
  - WWE SmackDown Tag Team Championship (5×) – mit Jey Uso
  - Rekordhalter: 622 Tage als World  Tag Team Champion – mit Jey Uso
  - Slammy Award (2×)
    - Tag Team of the Year (2014, 2015) – mit Jey Uso

- Florida Championship Wrestling
  - FCW Florida Tag Team Championship (1×) – mit Jey Uso